# Илья-дес-Фоноль
Илья-дес-Фоноль (кат. Illa des Fonoll) или Илья-дес-Феноль (кат. Illa des Fenoll) — небольшой необитаемый остров в Средиземном море, является одним из островов архипелага архипелага Кабрера, входящего в состав Балеарских островов (Испания). Административно относится к муниципии Пальма-де-Мальорка.
Площадь острова — 0,0036 км², ширина составляет 55 м, длина — 105 м. Наивысшая точка расположена на высоте 15,5 м над уровнем моря. Берега обрывистые.
Остров входит в состав Национального парка архипелага Кабрера, уникального произрастающими на его территории эндемичными видами растений.

## Флора
На острове произрастают следующие виды растений:
- Морской лук (лат. Drímia marítima);
- Можжевельник красноплодный (лат. Juniperus phoenicea);
- Асфоделус дудчатый (лат. Asphodelus fistulosus);
- Asparagus acutifolius[англ.] (лат. Asparagus acutifolius);
- Asparagus stipularis;
- Parietaria officinalis[англ.] (лат. Parietaria officinalis);
- Silene secundiflora;
- Diplotaxis catholica;
- Лобулярия приморская (лат. Lobularia maritima);
- (лат. Sedum dasyphyllum subsp. glanduliferum);
- Sedum sediforme.